# Petra Černošková
Petra Černošková, rozená Langrová, v době prvního manželství Píchalová Langrová (* 27. června 1970 Prostějov), je česká tenisová trenérka a manažerka společnosti Česká sportovní, která na profesionálních okruzích hrála v letech 1986–1998. Ve své kariéře na okruhu WTA Tour vyhrála jeden singlový a pět deblových turnajů. V rámci okruhu ITF získala jeden titul ve čtyřhře.
Na žebříčku WTA byla ve dvouhře nejvýše klasifikována v květnu 1997 na 53. místě a ve čtyřhře pak v dubnu 1993 na 35. místě.
Po skončení závodní kariéry v sezóně 1998 se v následujícím roce stala ředitelkou prostějovského challengeru Czech Open. Dlouhodobě zastřešuje tenisové projekty prostějovské skupiny TK Plus a působila také jako předsedkyně správní rady oddílu TK Sparta Praha. Do roku 2019 byla ředitelkou ženského turnaje WTA Prague Open, odehrávajícího se na dvorcích pražské Sparty.

## Fed Cup
Ve Fed Cupu celkově odehrála šest mezistátních utkání s bilancí 1–2 ve dvouhře a 5–0 ve čtyřhře.
V českém fedcupovém týmu debutovala v roce 1994 utkáním prvního kola světové skupiny Poháru federace proti Spojeným státům, v němž prohrála úvodní dvouhru s Mary Joe Fernandezovou. Američanky zvítězily 3:0 na zápasy.
Ve Fed Cupu 1995 plnila roli stabilní deblistky družstva v páru s Radkou Bobkovou. V 1. skupině euroafrické zóny vyhrály všechny čtyři čtyřhry, do nichž nastoupily. V následné baráži o druhou světovou skupinu proti Švédsku vyhrála i prohrála jednu dvouhru a s Helenou Sukovou zvítězily v závěrečném deblu. Češky postoupily do druhé světové etáže po výhře 4:1 na zápasy.
Od roku 2003 se stala nehrající kapitánkou českého týmu, když na lavičce vystřídala Jana Kukala. Každoročně obnovovaná smlouva s Českým tenisovým svazem nebyla po dohrání ročníku 2004 prodloužena. Během dvou sezón nehrály Češky pod jejím vedením ani jednou v domácím prostředí.

## Tenisová kariéra
v letech 1986 a 1987 se stala mistryní ČSR v ženské čtyřhře.
Na okruhu WTA Tour debutovala v druhé polovině září 1988 pařížským Clarins Open z kategorie Tier V, kam přijížděla jako 201. hráčka žebříčku. Po zvládnuté kvalifikaci odehrála premiérový zápas v hlavní soutěži s Francouzkou Sybille Nioxovou Châteauovou. Po výhře dovolila uhrát jen dva gamy Regině Maršíkové a ze čtvrtfinále postoupila přes další krajanku Janu Pospíšilovou. O vítězství v semifinálovém duelu proti Italce Lauře Lapiové rozhodla až tiebreakem závěrečné sady. Ve finále pak zdolala druhou nasazenou Belgičanku Sandru Wassermanou po dvousetovém průběhu. První turnaj na okruhu tak dovedla do vítězného konce. Jednalo se o její jediný singlový titul v kariéře. Bodový zisk z pařížského antukového turnaje s dotací 50 tisíc dolarů ji v následném vydání světové klasifikace z 26. září 1988 posunul o 113 míst výše na 88. příčku, čímž vůbec poprvé pronikla nejen mezi elitní stovku ale i dvoustovku tenistek. Při obhajobě trofeje na Clarins Open 1989 ji v semifinále zastavila čtvrtá nasazená Italka Sandra Cecchiniová. Jednalo se o její jedinou singlovou semifinálovou účast v profesionální dráze okruhu WTA Tour, vyjma dvou odehraných finále.
Debut v hlavní soutěži nejvyšší grandslamové kategorie zaznamenala v ženském singlu Australian Open 1989, odehrávajícím se v nově otevřeném Flinders Parku. V úvodním kole vyřadila západoněmeckou hráčku Veroniku Martinkovou, aby ve druhé fázi nenašla recept na Američanku Andreu Farleyovou. V rámci turnajů velké čtyřky se nejdále probojovala do třetích kol, ve dvouhře nejdříve na French Open 1996 a čtvrt roku poté na US Open 1996. V prvním případě po obdrženém „kanáru“ skrečovala světové jedničce Steffi Grafové a ve druhém uhrála dvě hry na Rakušanku Judith Wiesnerovou.
Premiérovou z deseti deblových trofejích na okruhu WTA Tour vybojovala s Radkou Zrubákovou na kitzbühelském Austrian Open 1990, kde ve finále přehrály italsko-argentinský pár Sandra Cecchiniová a Patricia Tarabiniová.
Do druhého a svého závěrečného finále dvouhry na túře WTA postoupila na halovém Generali Ladies Linz 1991. V semifinále turnaje odehrávající se v linecké Stadstporthalle vyřadila pátou nasazenou Němku Claudii Kohdeovou-Kilschovou. V závěrečném duelu však nestačila na švýcarskou turnajovou jedničku Manuelu Malejevovou-Fragnièrovou ve dvou setech. V Linci si zahrála i druhé kariérní finále ve čtyřhře, z něhož odešla po boku Zrubákové poražena opět od Malejevové-Fragnièrové hrající s Italkou Raffaellou Reggiovou.
Profesionální kariéru zakončila srpnovým US Open 1998, kde v úvodním kole kvalifikace podlehla Bulharce Světlaně Krivenčevové. Také v deblové kvalifikaci dohrála se Samanthou Reevesovou v první fázi.
Během tenisové dráhy hrála švýcarskou tenisovou ligu za Basilej a v české extralize získala titul s týmem TK Agrofert Prostějov.

## Soukromý život
Narodila se jako Petra Langrová roku 1970 v Prostějově. Její otec Petr Langr byl předsedou fotbalového klubu v Prostějově, v němž se věnoval mládežnickému trénování fotbalistů. Dceru přivedl k tenisu a stal se jejím prvním trenérem. Působil také jako vedoucí družstva TK Agrofert Prostějov, s nímž získal deset tenisových titulů mistra České republiky. Ve 22 letech přestoupila z přerovského klubu do prostějovského tenisového oddílu, vedeného Miroslavem Černoškem.
Poprvé se provdala za hokejistu Jaromíra Píchala, hrajícího první ligu v Prostějově a Olomouci, a přijala dvojité příjmení Langrová Píchalová. Do manželství se narodil syn David a dcera Andrea Píchalovi. Tři týdny po narození dcery již jako kapitánka vedla české družstvo do zápasu úvodního kola Světové skupiny Fed Cupu 2004 proti Itálii.
Podruhé se vdala v roce 2013 za sportovního manažera a šéfa prostějovského tenisového klubu Miroslava Černoška, majitele společnosti Česká sportovní a spoluvlastníka marketingové firmy TK Plus, v jehož společnostech bývalá tenistka působí.

## Finále na okruhu WTA Tour
| Legenda                                         |
| ----------------------------------------------- |
| D – dvouhra; Č – čtyřhra                        |
| Grand Slam (0)                                  |
| Turnaj mistryň (0)                              |
| Tier I / Premier Mandatory & Premier 5 (0–0)    |
| Tier II / Premier (0)                           |
| Tier III, IV & V / International (1–1 D; 5–5 Č) |

### Dvouhra: 2 (1–1)
| Stav       | č. | datum          | turnaj          | kat.   | povrch      | soupeřka ve finále  | výsledek      |
| ---------- | -- | -------------- | --------------- | ------ | ----------- | ------------------- | ------------- |
| Vítězka    | 1. | 25. září 1988  | Paříž, Francie  | Tier V | antuka      | Sandra Wassermanová | 7–6(7–0), 6–2 |
| Finalistka | 1. | 17. února 1991 | Linec, Rakousko | Tier V | koberec (h) | Manuela Malejevová  | 6–4, 7–6(7–1) |

### Čtyřhra: 10 (5–5)
| Stav       | č. | datum             | turnaj                 | kat.    | povrch      | spoluhráčka          | soupeřky ve finále                           | výsledek           |
| ---------- | -- | ----------------- | ---------------------- | ------- | ----------- | -------------------- | -------------------------------------------- | ------------------ |
| Vítězka    | 1. | 16. září 1990     | Kitzbühel, Rakousko    | Tier IV | antuka      | Radka Zrubáková      | Sandra Cecchiniová Patricia Tarabiniová      | 6–0, 6–4           |
| Finalistka | 1. | 17. února 1991    | Linec, Rakousko        | Tier V  | koberec (h) | Radka Zrubáková      | Manuela Malejevová Raffaella Reggiová        | 6–4, 1–6, 6–3      |
| Vítězka    | 2. | 14. července 1991 | Palermo, Itálie        | Tier IV | antuka      | Mary Pierceová       | Laura Garroneová Mercedes Pazová             | 6–3, 6–7(5–7), 6–3 |
| Vítězka    | 3. | 22. září 1991     | Paříž, Francie         | Tier IV | antuka      | Radka Zrubáková      | Alexia Dechaumeová Julie Halardová           | 6–4, 6–4           |
| Finalistka | 2. | 26. dubna 1992    | Kuala Lumpur, Malajsie | Tier IV | tvrdý (h)   | Rika Hirakiová       | Isabelle Demongeotová Natalija Medveděvová   | 2–6, 6–4, 6–1      |
| Finalistka | 3. | 10. května 1992   | Waregem, Belgie        | Tier V  | antuka      | Jelena Brjuchovecová | Manon Bollegrafová Caroline Visová           | 6–4, 6–3           |
| Finalistka | 4. | 12. července 1992 | Palermo, Itálie        | Tier IV | antuka      | Ana Seguraová        | Halle Carrollová María José Gaidanová        | 6–3, 4–6, 6–3      |
| Vítězka    | 4. | 4. října 1992     | Bayonne, Francie       | Tier IV | tvrdý (h)   | Linda Ferrandová     | Claudia Kohdeová-Kilschová Stephanie Reheová | 1–6, 6–3, 6–4      |
| Finalistka | 5. | 2. května 1994    | Taranto, Itálie        | Tier IV | antuka      | Mercedes Pazová      | Debbie Grahamová Brenda Schultzová           | 6–0, 6–4           |
| Vítězka    | 5. | 16. července 1995 | Palermo, Itálie (2)    | Tier IV | antuka      | Radka Bobková        | Petra Schwarzová Katarína Studeníková        | 6–4, 6–1           |

## Finále na okruhu ITF
| Dotace turnajů okruhu ITF |
| ------------------------- |
| 100 000 $ tournaments     |
| 75 000 $ tournaments      |
| 50 000 $ tournaments      |
| 25 000 $ tournaments      |
| 10 000 $ tournaments      |

### Dvouhra: 1 (0–1)
| Stav       | č. | datum             | turnaj            | povrch | soupeřka ve finále | výsledek |
| ---------- | -- | ----------------- | ----------------- | ------ | ------------------ | -------- |
| Finalistka | 1. | 14. července 1996 | Istanbul, Turecko | tvrdý  | Adriana Gerši      | 0–4skreč |

### Čtyřhra: 3 (1–2)
| Stav       | č. | datum             | turnaj                      | povrch    | spoluhráčka     | soupeřky ve finále                      | výsledek      |
| ---------- | -- | ----------------- | --------------------------- | --------- | --------------- | --------------------------------------- | ------------- |
| Finalistka | 1. | 8. září 1996      | Bratislava, Slovensko       | antuka    | Radka Zrubáková | Andrea Temesváriová Denisa Krajčovičová | 6–0, 3–6, 3–6 |
| Vítězka    | 1. | 1. listopadu 1997 | Poitiers, Francie           | tvrdý (h) | Nancy Feberová  | Lea Ghirardiová Světlana Krivenčevová   | 3–6, 6–3, 6–1 |
| Finalistka | 2. | 10. května 1998   | Cardiff, Spojené království | antuka    | Nancy Feberová  | Liezel Huberová Katarina Srebotniková   | 6–4, 6–3      |

## Postavení na konečném žebříčku WTA

### Dvouhra
| Rok    | 1986 | 1987   | 1988  | 1989  | 1990  | 1991  | 1992   | 1993   | 1994  | 1995   | 1996  | 1997   | 1998   |
| Pořadí | 0.   | ▲ 469. | ▲ 99. | ▲ 78. | ▼ 80. | ▼ 85. | ▼ 132. | ▲ 118. | ▲ 95. | ▼ 136. | ▲ 66. | ▼ 135. | ▼ 223. |

### Čtyřhra
| Rok    | 1986 | 1987   | 1988   | 1989   | 1990  | 1991  | 1992  | 1993  | 1994   | 1995  | 1996   | 1997   | 1998   |
| Pořadí | 262. | ▲ 195. | ▲ 139. | ▼ 149. | ▲ 79. | ▲ 53. | ▲ 45. | ▼ 89. | ▼ 110. | ▲ 91. | ▼ 107. | ▲ 105. | ▼ 123. |